# 东南三杰
东南三杰指1920年代国立东南大学（1928年改为中央大学，1949年改名国立南京大学）的三位农工商知名人士：农科主任邹秉文、工科主任茅以升、商科主任杨杏佛。
1920年，南京高等师范学校改建为国立东南大学，南京高师农业专修科、工艺专修科、商业专修科改归东南大学，在1921年分别成立农科、工科、商科。南高、东大校长郭秉文倡行平衡办学方针，学术之外并重事功。东大既设置了文理科、教育科，又设置了工科、农科、商科，学科之多，居全国之首。东大首任工科主任茅以升曾赞许说：“本大学学制以农、工、商与文、理、教育并重，寓意深远。此种组合为国内所仅见，亦即本大学精神所在也。”南高、东大虽以科学和人文著称，农、工、商应用学科也颇具气象。是时，劉伯明为文理科主任兼内务副校长，陶行知为教育科主任兼教务长。农科主任邹秉文、工科主任茅以升、商科主任杨杏佛，则并称“东南三杰”。碰巧的是，三位均曾于1910年代在美国康乃尔大学留学。国立东南大学农、工、商三科发展到后来，分别成为今天的南京农业大学、东南大学、上海财经大学等校。